# Biserica Sfântul Nicolae și Sfânta Paraschiva din Enculești
Biserica Sfântul Nicolae și Sfânta Paraschiva se află în localitatea aparținătoare Enculești, a orașului Ștefănești, județul Argeș și a fost construită între anii 1934-1961. Din rațiuni ce țineau de noile amenajări urbanistice ale orașului vecin, când biserica Sf. Nicolae din Pitești a fost dărâmată în 1962 icoanele de preț precum și o parte din mobilier au fost mutate în taină departe de ochii regimului comunist la Biserica Sfântul Nicolae din Enculești.